# 根肿菌目
根肿菌目（学名：Plasmodiophorida）是丝足虫门下的一个目。

## 下属分类
本目包括以下科：
- Endemosarcidae
- 根肿菌科 Plasmodiophoridae